# Vasoespasmo coronariano
Vasoespasmo coronariano são contrações involuntárias que afetam a circulação coronária.
Ela pode causar angina de Prinzmetal.
Pode ocorrer em múltiplos vasos.
Medicação com atropina tem sido utilizada para tratar esta doença.